# II liga polska w piłce siatkowej mężczyzn (2006/2007)
II liga polska w piłce siatkowej mężczyzn 2006/2007 – 17. edycja ligowych rozgrywek siatkarskich trzeciego szczebla, organizowanych przez Polski Związek Piłki Siatkowej pod nazwą II liga.
Zmagania toczą się potrójnie:
1. Etap I (dwurundowa faza zasadnicza) – przeprowadzona w formule ligowej, systemem kołowym (tj. "każdy z każdym - mecz i rewanż"). Miała na celu wyłonienie dwóch grup: walczącej o awans do I ligi i walczącej o utrzymanie się w II lidze polskiej.
2. Etap II (faza play-off - 3 rundy) – przeprowadzona w systemem pucharowym. Rywalizacja toczyła się o miejsca 1-6 oraz o utrzymanie. Przystąpiło do niej najczęściej 10 drużyn.
3. Etap III (baraże o awans) - jedna runda barażowa rozegrana systemem pucharowym. Wzięli w niej udział zwycięzcy poszczególnych grup II ligi. Miała za zadanie wyłonić 2 zespoły, które awansują bezpośrednio do I ligi.

## Drużyny uczestniczące

### Grupa 1
Grupę 1 tworzą kluby z województw: dolnośląskiego, lubuskiego, wielkopolskiego, zachodniopomorskiego.
| | Uczestnicy poprzedniej edycji      |    |
| --- | ---------------------------------- | -- |
| SZC | KS Rewalskie Morze Bałtyk Szczecin | 2  |
| ZG | Stelmet AZS UZ Zielona Góra        | 3  |
| LEG | KGHM Metraco PWSZ AZS Ikar Legnica | 5  |
| SUL | MSKS Orion Sulechów                | 6  |
| GŁO | SPS Chrobry Głogów                 | 7  |
| | Spadek z I ligi                    |    |
| MIĘ | MOW Orzeł AZS AWF Międzyrzecz      | 14 |
| SUL | STS Olimpia Sulęcin                | 11 |
| | Awans z III ligi                   |    |
| POZ | AZS UAM Poznań                     |    |
| KAM | Sudety Kamienna Góra               |    |
| GDA | GTS Gdańsk                         |    |
| Oznaczenia: - kolumna pierwsza – skróty nazw drużyn wpisane na mapie (jeśli ta została zamieszczona), - kolumna trzecia – miejsce zajęte przez daną drużynę w poprzednim sezonie. |                                    |    |

### Grupa 2
Grupę 2 tworzą kluby z województw: łódzkiego, opolskiego, śląskiego (części).
| | Uczestnicy poprzedniej edycji                  |   |
| --- | ---------------------------------------------- | - |
| WAŁ | TS Juventur Koksownia Wałbrzych                | 1 |
| SYC | MKS Kama Rosiek Syców                          | 2 |
| GLI | AZS Politechnika Śląska Gliwice                | 3 |
| RZĄ | LKS Czarni Wirex Rząśnia                       | 4 |
| RAC | KS AZS Rafako Racibórz                         | 4 |
| CZE | Delic-Pol Norwid Częstochowa                   | 5 |
| OPO | AZS Politechnika Opolska Cementownia Odra S.A. | 6 |
| STO | UKS Karo Strzelce Opolskie                     | 7 |
| ŁÓD | UKS SMS Łódź                                   | 8 |
| | Awans z III ligi                               |   |
| DZŁ | KS Warta Działoszyn                            |   |
| Oznaczenia: - kolumna pierwsza – skróty nazw drużyn wpisane na mapie (jeśli ta została zamieszczona), - kolumna trzecia – miejsce zajęte przez daną drużynę w poprzednim sezonie. |                                                |   |

### Grupa 3
Grupę 3 tworzą kluby z województw: kujawsko-pomorskiego, mazowieckiego, podlaskiego, pomorskiego i warmińsko-mazurskiego.
| | Uczestnicy poprzedniej edycji |       |
| --- | ----------------------------- | ----- |
| WIL | Wilga Garwolin                | 3     |
| OST | Pekpol Ostrołęka              | 4     |
| GDA | Trefl Gdańsk                  | 4     |
| SZC | PKS Gwardia Szczytno          | 6     |
| LEG | SKF Legia Warszawa            | 7     |
| SPA | SMS PZPS Spała III            | 9     |
| | Awans z III ligi              |       |
| KOZ | KKS Kozienice                 |       |
| OLS | AZS UWM Olsztyn II            |       |
| MDK | MKS MDK Gmina Zawidz Warszawa | [ f ] |
| AUG | ZKS Ślepsk Augustów           |       |
| Oznaczenia: - kolumna pierwsza – skróty nazw drużyn wpisane na mapie (jeśli ta została zamieszczona), - kolumna trzecia – miejsce zajęte przez daną drużynę w poprzednim sezonie. |                               |       |

### Grupa 4
Grupę 4 tworzą kluby z województw: lubelskiego, małopolskiego, podkarpackiego, śląskiego (części) i świętokrzyskiego.
| | Uczestnicy poprzedniej edycji |    |
| --- | ----------------------------- | -- |
| ROP | KS Błękitni Ropczyce          | 1  |
| BĘD | MKS Będzin                    | 2  |
| WRK | WTS Warka                     | 2  |
| AND | MKS Andrychów                 | 3  |
| LUB | ZKS Cukrownik Lublin          | 5  |
| RAD | Jadar Radom II                | 5  |
| KRO | Karpaty Krosno                | 6  |
| BRZ | Okocimski Brzesko             | 7  |
| SPA | SMS PZPS Spała II             | 9  |
| | Spadek z I ligi               |    |
| RDL | Górnik Radlin                 | 13 |
| Oznaczenia: - kolumna pierwsza – skróty nazw drużyn wpisane na mapie (jeśli ta została zamieszczona), - kolumna trzecia – miejsce zajęte przez daną drużynę w poprzednim sezonie. |                               |    |

## Grupa 1
| Lp. | Drużyna                            |
| --- | ---------------------------------- |
| 1   | MOW Orzeł AZS AWF Międzyrzecz      |
| 2   | GTS Gdańsk                         |
| 3   | STS Olimpia Sulęcin                |
| 4   | KS Rewalskie Morze Bałtyk Szczecin |
| 5   | AZS UAM Poznań                     |
| 6   | Stelmet AZS UZ Zielona Góra        |
| 7   | Orion Sulechów                     |
| 8   | MKS Sudety Kamienna Góra           |
| 9   | Ikar Legnica                       |
| 10  | SPS Chrobry Głogów                 |

     awans do baraży o I ligę
     baraż o utrzymanie (z drużyną z III ligi)
     spadek do III ligi

## Grupa 2
| Lp. | Drużyna                                   |
| --- | ----------------------------------------- |
| 1   | Juventur Koksownia Wałbrzych              |
| 2   | Kama Rosiek Syców                         |
| 3   | Czarni Wirex Rząśnia                      |
| 4   | Delic-Pol Norwid Częstochowa              |
| 5   | Karo Strzelce Opolskie                    |
| 6   | Rafako Racibórz                           |
| 7   | Warta Działoszyn                          |
| 8   | UKS SMS Łódź                              |
| 9   | AZS Politechnika Opolska Cementownia Odra |
| 10  | AZS Politechniki Śląskiej Gliwice         |

     awans do baraży o I ligę
     baraż o utrzymanie (z drużyną z III ligi)
     spadek do III ligi

## Grupa 3
| Lp. | Drużyna             |
| --- | ------------------- |
| 1   | Trefl Gdańsk        |
| 2   | KKS Kozienice       |
| 3   | Wilga Garwolin      |
| 4   | SKF Legia Warszawa  |
| 5   | AZS UWM II Olsztyn  |
| 6   | Pekpol Ostrołęka    |
| 7   | MKS MDK Warszawa    |
| 8   | ZKS Ślepsk Augustów |
| 9   | Gwardia Szczytno    |
| 10  | SMS PZPS III Spała  |

     awans do baraży o I ligę
     baraż o utrzymanie (z drużyną z III ligi)
     spadek do III ligi

## Grupa 4
| Lp. | Drużyna           |
| --- | ----------------- |
| 1   | MKS MOS Będzin    |
| 2   | WTS Warka         |
| 3   | Błękitni Ropczyce |
| 4   | Jadar II Radom    |
| 5   | Górnik Radlin     |
| 6   | Cukrownik Lublin  |
| 7   | Karpaty Krosno    |
| 8   | MKS Andrychów     |
| 9   | Okocimski Brzesko |
| 10  | SMS PZPS II Spała |

     awans do baraży o I ligę
     baraż o utrzymanie (z drużyną z III ligi)
     spadek do III ligi

## Baraże o awans do I ligi
(do trzech zwycięstw)
| Data       | Drużyna 1          | Wynik | Drużyna 2          | Sety                              |
| ---------- | ------------------ | ----- | ------------------ | --------------------------------- |
| 05.05.2007 | MKS MOS Będzin     | 3:2   | Orzeł Międzyrzecz  | 25:27, 21:25, 25:20, 25:23, 15:12 |
| 06.05.2007 | MKS MOS Będzin     | 3:2   | Orzeł Międzyrzecz  | 20:25, 25:21, 21:25, 25:17, 15:12 |
| 12.05.2007 | Orzeł Międzyrzecz  | 3:1   | MKS MOS Będzin     | 25:16, 20:25, 25:19, 25:17        |
| 13.05.2007 | Orzeł Międzyrzecz  | 3:1   | MKS MOS Będzin     | 25:22, 25:17, 28:30, 26:24        |
| 16.05.2007 | MKS MOS Będzin     | 2:3   | Orzeł Międzyrzecz  | 24:26, 25:18, 25:9, 19:25, 10:15  |
|            |                    |       |                    |                                   |
| 05.05.2007 | Juventur Wałbrzych | 0:3   | Trefl Gdańsk       | 19:25, 22:25, 14:25               |
| 06.05.2007 | Juventur Wałbrzych | 0:3   | Trefl Gdańsk       | 18:25, 21:25, 22:25               |
| 12.05.2007 | Trefl Gdańsk       | 3:0   | Juventur Wałbrzych | 25:22, 25:15, 25:19               |